# Bakkholmane
Bakkholmane est une île norvégienne dans le landskap Sunnhordland du comté de Vestland. Elle appartient administrativement à Tysnes.

## Géographie
Rocheuse et désertique, à fleur d'eau, elle s'étend sur environ 174 m de longueur pour une largeur approximative de 38 m. 